# Grandson (album)
Grandson è il terzo album in studio (il secondo postumo) del rapper statunitense King Von, pubblicato nel 2023.

## Tracce
1. Don't Miss – 2:02
2. Real Oppy (featuring G Herbo) – 2:42
3. HitMan – 1:58
4. Phil Jackson (with Polo G) – 2:48
5. Robberies – 2:08
6. From the Hood (with Lil Durk) – 3:24
7. Pressure – 2:52
8. Jimmy – 2:12
9. Heartless (with Tee Grizzley) – 2:46
10. Jealous (with BreezyLyn and Tink) – 4:10
11. Act Up – 2:40
12. Think I'm a Hoe – 2:11
13. All We Do Is Drill – 2:45
14. GangLand (featuring 42 Dugg) – 2:57
15. Out of the Streets (featuring Moneybagg Yo and Hotboii) – 3:47
16. When I Die – 2:08
17. Family Dedication 2 – 2:27

## Classifiche
| Classifica (2023) | Posizione raggiunta |
| ----------------- | ------------------- |
| Stati Uniti       | 14                  |